# Instituto de Alta Tecnología de Chipre
El Instituto de Alta Tecnología de Chipre (en inglés: Higher Technical Institute of Cyprus, en griego: Ανώτερο Τεχνολογικό Ινστιτούτο) es una universidad pública basada en Nicosia. Se fundó en 1968 por el Gobierno Chipriota con la ayuda del Programa de las Naciones Unidas para el Desarrollo. Ofrece de los cursos en 3 años, enseñados solamente en inglés. 
La 5 facultades son:
- Ingeniería civil
- Ingeniería informática
- Ingeniería eléctrica
- Ingeniería marina
- Ingeniería mecánica

En los próximos años, es supuesto fusionar con el Instituto de Tecnología de Chipre.
Instituto de Alta Tecnología de Chipre (solo en inglés)
- Datos: Q3152013